# 583
583 је била проста година.

## Догађаји
- Цар Маврикије одлучује да прекине годишње одавање почасти Аварима, народу коњаника који је прешао Русију и угрозио Балканско полуострво. Они заједно са српским трупама заузимају градове Сингидунум (савремени Београд) и Виминацијум (Мезија).
- Краљ Лиувигилд поставља опсаду Севиље (јужна Шпанија) и склапа савез са Византијским царством. Позива свог бунтовног сина Херменегилда назад у Толедо и приморава га да напусти Халкидонско хришћанство.
- Град Монемвасија (Пелопонез) су основали као уточиште од напада Словена и Авара.
- Еборик (такође звани Еурик) наследио је свог оца Мира као краљ Свева (Хиспаниа Галлаециа).
- Мухамед, 12 година, прати свог ујака Абу Талиба током трговачких путовања у Сирију.
- Иохл Икʼнал је наследио Кан Бахлам као краљица града Маја Паленкеа (Мексико).
- Велике богиње почињу да се шире из Кине у Јапан и Кореју.

## Смрти
- Википедија:Непознат датум — Преподобни Теодор пустињак - хришћански светитељ.